# Nes longus
Pour les articles homonymes, voir Nes.
Genre
Espèce
Statut de conservation UICN

 LC  : Préoccupation mineure
Nes longus, parfois nommé Gobiosoma longum est l'unique espèce de gobies du genre Nes.

## Biologie
Nes longus vit en symbiose obligatoire avec la crevette Alpheus floridanus.

### GenreNes
- (en) Catalogue of Life : Nes (consulté le 11 décembre 2020)
- (fr + en) ITIS : Nes  Ginsburg, 1933
- (en) WoRMS : Nes (+ liste espèces)
- (en) Animal Diversity Web : Nes
- (en) NCBI : Nes (taxons inclus)

### EspèceNes longus
- (en) Catalogue of Life : Nes longus (Nichols, 1914) (consulté le 17 décembre 2020)
- (fr + en) ITIS : Nes longus  (Nichols, 1914)
- (en) WoRMS : espèce Nes longus (Nichols, 1914)
- (en) Animal Diversity Web : Nes longus
- (en) NCBI : Nes longus (taxons inclus)
- (en) UICN : espèce Nes longus